# Trabajo (sociología)

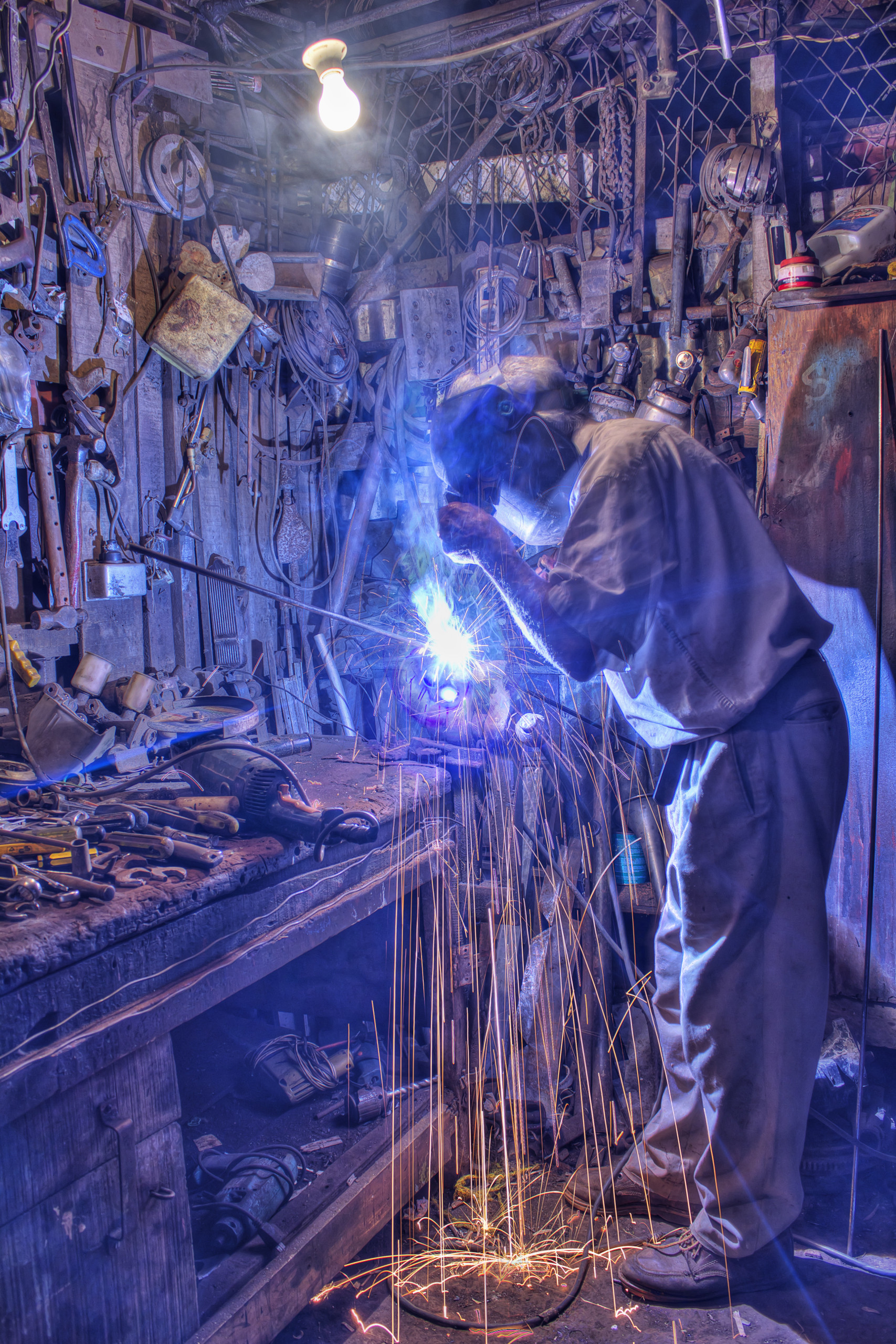
Hombre trabajando

El trabajo es la ejecución de tareas que implican un esfuerzo físico o mental, y que tienen como objetivo la producción de bienes y servicios para satisfacer los deseos humanos. El trabajo es por tanto la actividad a través de la cual el ser humano obtiene sus medios de subsistencia, por lo que tiene que trabajar para vivir o bien vivir de la labor de los demás.

## Etimología
La palabra «trabajar» deriva del latín tripaliare, que originalmente significaba torturar. Este verbo hacía referencia al tripalium, una herramienta parecida a un cepo con tres puntas o pies que se usaba inicialmente para sujetar caballos o bueyes y así poder herrarlos. También se usaba como instrumento de tortura para castigar esclavos o reos. Fue ampliando su campo semántico durante la Edad Media y en época moderna sustituyó a las palabras sinónimas «labrar» y «operar». El vocablo «trabajo» aparece durante el siglo VI, según Alain Rey, como forma deverbal de «trabajar».[cita requerida]
Asimismo, de forma coloquial recibe los nombres «curro», «faena»y «tajo» (España), «laburo» (Argentina y Uruguay), «chamba» (Centroamérica, Ecuador y México) o «jale» (México).

## Tipos de trabajo
Durante la Edad Antigua, el trabajo esclavo o esclavitud fue considerada por las más diversas civilizaciones como la forma natural y más adecuada de relación laboral. 
Desde finales de la Edad Antigua, la esclavitud deja de ser la forma predominante del trabajo, para ser gradualmente reemplazada por el trabajo asalariado. Tras siglos de descenso en importancia, la esclavitud fue definitivamente abolida en el siglo XIX en la mayor parte de los países del mundo. Dentro del trabajo asalariado puede distinguirse como categoría específica, el trabajo a destajo, en el que el trabajador recibe una tarifa fija por completar una tarea (o por cada unidad producida), independientemente del tiempo invertido en su realización.
El trabajo asalariado o por cuenta ajena se distingue del trabajo autónomo o por cuenta propia en que este último no se realiza en el marco de una relación laboral con una organización sino que vende el resultado del trabajo directamente al cliente final.

## Evolución histórica

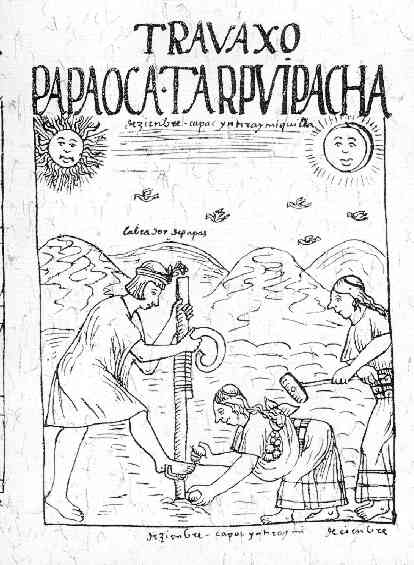
Trabajo en el Tahuantinsuyo. Desde el origen mismo de la humanidad, la labor se ha conformado como una actividad social.

La naturaleza colectiva del trabajo «humano» y el sistema de relaciones sociales que lo conforma, hacen del trabajo un centro de atención constante para los sociólogos: Auguste Comte, el fundador de la sociología, sostenía que la división de trabajo lleva a la evolución social.
Cada formación social desarrolla un tipo específico de relaciones sociales para atender la actividad laboral que impacta decisivamente en las características de cada sociedad y en la cultura y forma de vida de sus habitantes. La constitución misma de la humanidad como especie social está vinculada al desarrollo de relaciones cooperativas en el trabajo. Por otra parte el conflicto social derivado de las relaciones laborales es una de las cuestiones más atendidas por la Sociología.
Durante la mayor parte de la historia de la civilización el trabajo fue considerado como una actividad «despreciable». En la Biblia, libro sagrado común al judaísmo, cristianismo y el islam, la labor aparece como algo costoso después de que Adán y Eva perdieran el paraíso:

(Yahveh Dios) Al hombre le dijo: «Por haber escuchado la voz de tu mujer y comido del árbol del que yo te había prohibido comer, maldito sea el suelo por tu causa: con fatiga sacarás de él el alimento todos los días de tu vida. Espinas y abrojos te producirá, y comerás la hierba del campo. Con el sudor de tu rostro comerás el pan, hasta que vuelvas al suelo, pues de él fuiste tomado. Porque eres polvo y al polvo tornarás.»
(Génesis, Cap. 3)

## La valoración social del trabajo
Los griegos de la Edad de Oro pensaban que solo el ocio recreativo era digno del hombre libre.[cita requerida]
La valoración social positiva del trabajo surge de forma gradual. En la Encyclopédie dirigida por Diderot y d'Alembert en el siglo XVIII, en el contexto cultural de la Ilustración, el trabajo es definido como una ocupación a la que el hombre «está condenado por su necesidad», pero de la cual, al mismo tiempo, dependen «su serenidad, su buen juicio y quizás su virtud».

## Sociología del trabajo
En general los grandes sociólogos (Comte, Weber, Durkheim) concedieron al trabajo un lugar central en sus teorías. Por otra parte, Karl Marx establece los fundamentos teóricos para la explicación y análisis del proceso del trabajo, en su obra El capital. Define el proceso de trabajo como un proceso de interacción entre el hombre y la naturaleza. Para Marx, el proceso del trabajo es un intercambio entre el hombre y la naturaleza en el que el hombre media, regula y controla su metabolismo con la naturaleza al ejercer su actividad reproductiva en un proceso de transformación del entorno material y de sí mismo. La Tierra (en el sentido más amplio de la expresión) es Objeto y el Medio de Trabajo, al mismo tiempo es la bodega, el almacén que  provee de materias primas al ser humano para su actividad transformadora, mediante el uso de su fuerza física el hombre el ser humano es la primera fuerza productiva en este proceso de producción que abarca la historia de la formación económica de la sociedad humana.
Pero, es recién a partir de la Segunda Guerra Mundial que se desarrolla una sociología del trabajo. Conceptos claves de la Sociología como los de “división del trabajo”, “clase social”, “estratificación social”, “conflicto”, “poder”, “población económicamente activa”, “sobretrabajo”, “subocupación demandante y no demandante”; “mercado laboral”. Todo ello está relacionado con el plano «macroscópico» de las relaciones laborales están íntimamente relacionadas con las implicaciones sociológicas del trabajo.
Para la sociología del trabajo el estudio de la labor va más allá de las “relaciones sociales de empleo” para concentrarse en el concepto, más amplio y complejo de “mundo laboral”, abarcador de todas las formas de trabajo y actividad, prestando atención tanto a la actividad como a la intención para la cual la actividad es llevada a cabo, y llegando hasta el concepto mismo de “empresa”, como esfuerzo colectivo del trabajo. Cuando se llega a ello estamos en el plano «microscópico» de la sociología del trabajo, o sea las condiciones y medio ambiente de trabajo originadas por el plano «micro» llevan el nombre de CyMAT (Condiciones y Medio Ambiente del Trabajo) que es una especialidad en la sociología laboral

La sociología presta atención y estudia las implicaciones sociales de la relación del trabajo con la herramienta (técnica y tecnología). Las transformaciones profundas que derivan del paso del trabajo con simples herramientas individuales (artesanado), al trabajo industrial con grandes máquinas (maquinismo), al trabajo con computadoras u ordenadores (sociedad de la información),y el impacto en el plano «microscópico» que generan, constituyen un permanente tema de estudio sociológico .

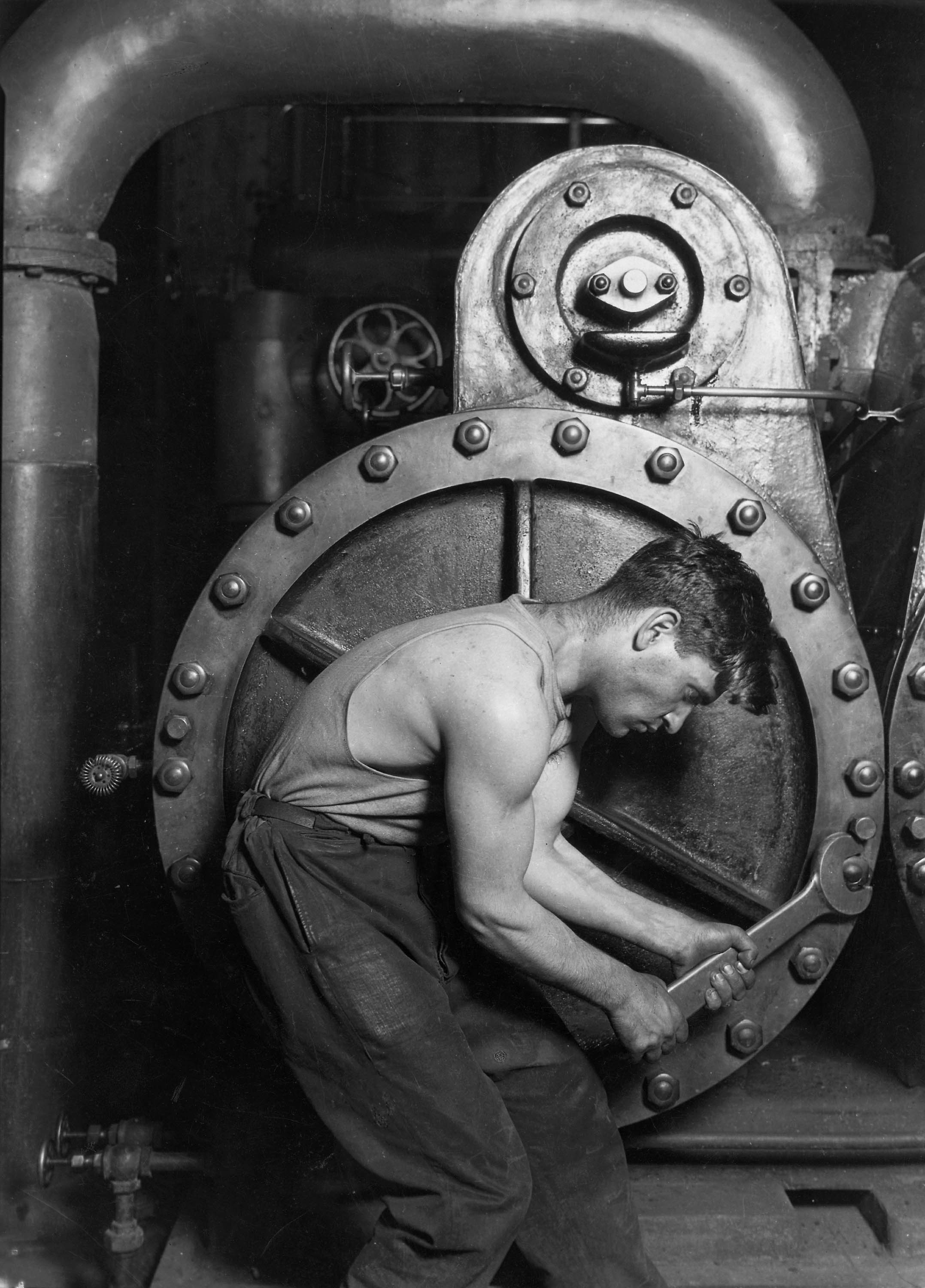
Trabajador estadounidense de comienzos del.

## Relación con el desarrollo humano
No existe una relación automática entre el trabajo y el desarrollo humano ya que no toda labor contribuye a mejorarlo. Por ejemplo, la explotación laboral (especialmente la explotación de niños) priva a las personas de lo que les corresponde, de sus derechos y de su dignidad. Del mismo modo, una labor que sea peligrosa, que no cuente con medidas de seguridad, con derechos laborales o con una protección social no es propicia para el desarrollo humano. Algunos de los cambios que ha experimentado la noción de trabajo pueden contribuir positivamente a distintas dimensiones del desarrollo humano, pero otros aspectos pueden en cambio tener repercusiones negativas.